# Aleksandra Król-Walas
Aleksandra Król-Walas (nacida Aleksandra Król, Zakopane, 20 de noviembre de 1990) es una deportista polaca que compite en snowboard.
Ganó dos medallas de bronce en el Campeonato Mundial de Snowboard, en los años 2023 y 2025, ambas en la prueba de eslalon gigante paralelo.
Participó en tres Juegos Olímpicos de Invierno, entre los años 2014 y 2022, ocupando el octavo lugar en Pekín 2022, en el eslalon gigante paralelo. Fue la abanderada de Polonia en la ceremonia de apertura de los Juegos de Pekín 2022.

## Medallero internacional
| Campeonato Mundial | Campeonato Mundial  | Campeonato Mundial | Campeonato Mundial       |
| Año                | Lugar               | Medalla            | Prueba                   |
| ------------------ | ------------------- | ------------------ | ------------------------ |
| 2023               | Bakuriani (Georgia) | Medalla de bronce  | Eslalon gigante paralelo |
| 2025               | Engadina (Suiza)    | Medalla de bronce  | Eslalon gigante paralelo |